# 遠江国分寺
遠江国分寺（とおとうみこくぶんじ）は、静岡県磐田市見付に所在した奈良時代の仏教寺院である。聖武天皇が発した国分寺建立の詔により、全国の令制国に建立された国分寺（正式名称：金光明四天王護国之寺）の一つであり、遠江国における国分僧寺に相当する。
その遺跡である「遠江国分寺跡」（とおとうみこくぶんじあと）は、国の特別史跡に指定されている。この遺跡は、全国の国分寺跡の中でも特に早い時期に伽藍配置の全容が解明された事例として学術的に高く評価されている。加えて、主要建物の基壇が「木装基壇（もくそうきだん）」という、全国的に見ても類例の少ない構造であった点が大きな特徴として挙げられる。遠江国分寺跡における早期の伽藍解明は、その後の各地の国分寺跡研究において重要な指標となり、日本の古代寺院建築史研究における特筆すべき成果と認識されている。国の特別史跡という高い評価に加え、この木装基壇という稀有な構造的特徴は、当遺跡が日本の文化遺産の中で際立った重要性を持つことを示している。これらの価値を背景に、史跡の保存活用と学術的知見の進展を目指し、全国で初めてとなる古代木製燈籠の復元を含む大規模な再整備事業が進行中である。
現在は遠江国分寺史跡公園として一般公開されており、市民の憩いの場、歴史学習の場として活用されている。また、前述の通り、遺跡の価値を未来に継承するための継続的な再整備事業が進められている。

## 歴史

### 創建

#### 国分寺建立の詔と背景
天平13年（741年）3月、聖武天皇は国家鎮護と万民の安寧を祈願し、各国に国分寺（金光明四天王護国之寺）および国分尼寺（法華滅罪之寺）を建立するよう詔を発した。この大規模な国家プロジェクトの背景には、当時の日本社会を揺るがした深刻な社会不安が存在した。具体的には、天然痘をはじめとする疫病の流行、頻発する飢饉、そして天平12年（740年）に大宰府で勃発した藤原広嗣の乱など、内憂外患が複合的に絡み合い、国家的な危機意識が高まっていた。これらの困難な状況を打開するため、聖武天皇は仏教の功徳による国家の安寧と秩序の回復を期したのである。
国分寺制度の施行は、単に宗教施設を建設するに留まらず、仏教思想を精神的基盤として全国に浸透させ、ひいては中央集権体制を強化するという政治的意図も含まれていたと解される。詔により、各国の国分僧寺には僧20人、国分尼寺には尼僧10人を常駐させることが規定され、全国の国分寺の総本山として奈良の東大寺（総国分寺）が、国分尼寺の総本山としては法華寺（総国分尼寺）がそれぞれ位置づけられた。

#### 遠江国の創建年代と経緯
遠江国においては、当時の令制国における行政の中心であった国府が置かれた磐田の地、具体的には現在の磐田市役所の北方に国分寺が建立された。計画的な都市設計に基づき、国府の北側に国分僧寺が、さらにその北方には国分尼寺が配置されたと推定されている。国府と国分寺が近接して配置される事例は各地で見られ、これは国分寺が地方における国家の宗教的権威と政治的影響力を示す重要な施設であったことを示唆している。
遠江国分寺の正確な創建年を示す直接的な史料は現存しない。しかし、遺跡から出土する軒丸瓦などの考古遺物、特に瓦の形式編年学的研究により、国分寺建立の詔が発せられた天平13年（741年）から程なくして造営工事が開始されたと考えられている。寺院全体の完成時期については、『磐田市史』などの研究では8世紀後半と推定されている。大規模な寺院建設は段階的に進められるのが通例であり、「完成」の定義（主要堂塔の落慶か、寺域全体の整備完了かなど）によって解釈が異なる可能性も考慮される。出土遺物などの考古学的知見と、後世の文献史料の解釈との間に見られる時間的差異は、古代寺院研究においてしばしば認められる課題である。
創建に際しては、当時の遠江国司（守）であった百済王敬福（くだらのこにきし きょうふく）の関与が指摘されている。『続日本紀』によれば、敬福は天平10年（738年）に遠江守に任じられ、国分寺建立の詔が発せられた天平13年（741年）にも再任されている。このことから、敬福が遠江国分寺の造営を直接指揮した可能性が高いと考えられている。国司が建立事業を主導した事実は、国分寺の建設が国家事業として地方行政の重要な責務であったことを明確に示している。

### 平安時代以降の変遷

#### 焼失と荒廃
遠江国分寺の歴史において大きな転換期となったのは、平安時代初期に発生した火災である。平安時代の史書『類聚国史』には、弘仁10年（819年）8月の条に遠江国分寺が焼失した旨の記載が見られる。この火災の痕跡は発掘調査によっても確認されており、特に遠江国分寺の建築的特徴である木装基壇を構成していた木材が炭化した状態で発見されている。
しかし、弘仁10年（819年）の火災は、必ずしも遠江国分寺の即時的な終焉を意味するものではなかった。火災の規模が部分的であった可能性や、その後再建された可能性が指摘されている。近年の発掘調査による出土遺物の分析や、断片的な文献史料からは、平安時代中期（11世紀頃）まで寺院としての機能が一定程度存続していたと推定されている。このことは、火災後にも再建や修復の努力がなされた可能性を示唆している。
その後の記録として、治安2年（1022年）に大風によって講堂および仏像が損壊し、万寿5年（1028年）には当時の遠江国司であった源安道が朝廷に対し講堂の再建を申請したことが史料から知られている。この万寿5年の国司解（国司から太政官へ提出された上申文書）については、磐田市教育委員会発行の報告書『特別史跡遠江国分寺跡 本編』（2016年）に石上英一氏による詳細な論考が収録されており、当時の国分寺の状況を考察する上で重要な史料と位置づけられている。
11世紀においても国司が国分寺の再建を申請しているという事実は、律令制の弛緩が進行し、荘園の拡大などによって国家財政が変容する中にあっても、国分寺の維持に対する地方行政の責任や関心が依然として存在していたことを示している。これは、国分寺が単なる一宗教施設に留まらず、国家の権威や秩序を象徴する存在としての意味合いを保持し続けていたことの証左とも解釈できる。

#### 中世における存続と再興の試み
平安時代中期以降、他の多くの国分寺がそうであったように、遠江国分寺も徐々に衰微の途を辿ったと考えられている。国家による財政的支援や保護体制が弱体化するにつれて、広大な伽藍の維持管理は困難となり、特に象徴的建造物であった七重塔は弘仁10年（819年）の火災で焼失したとされている。
鎌倉時代に入ると、文治2年（1186年）8月29日の条として『吾妻鏡』に、源頼朝が遠江国守護であった安田義定に対し、遠江国の国分寺ならびに国分尼寺の破損した堂舎の修理を命じたとの記録が見える。この命令は、当時の遠江国分寺が相当程度荒廃した状況にあったことを示唆すると同時に、新たに成立した鎌倉幕府にとっても、国分寺という既存の国家的権威や施設がある程度の象徴的意義を有していたことをうかがわせる。源頼朝によるこの復興命令には、単なる宗教的信仰心の発露という側面だけでなく、地方統治における旧体制下の重要施設の掌握や、新たな武家政権による支配の正当性を内外に示すという政治的意図も含まれていた可能性が指摘される。
その後も寺院としての命脈は細々と保たれていたと考えられ、室町時代の大永2年（1522年）7月吉日付の銘を持つ鰐口（磐田市指定文化財、岩松寺蔵）には、「奉懸 国分寺御宝前 遠州府中住人 堀越源三郎氏延 敬白」との刻銘があり、この時期にも「国分寺」が在地領主などによって認識され、信仰の対象となっていたことが確認できる。この鰐口の存在は、創建当初の国家事業として建立・運営された大寺院から、時代を経る中で地域領主や民衆の信仰に支えられる地方寺院へとその性格を変容させつつも、「国分寺」という名称と一定の宗教的機能が戦国時代に至るまで継続していたことを示す貴重な物証と言える。

### 江戸時代
江戸時代においても、遠江国分寺の旧寺域内、特に南東隅には薬師堂が存続し、地域の人々の信仰を集めていたことが記録されている。往時の広大な伽藍は失われていたものの、「国分寺」という由緒ある名称とその故地は、人々の記憶に留められ、信仰の場として機能し続けていた。江戸時代後期に作成された見付宿の絵図には、国分寺（薬師堂）の存在が描かれており、また、一部の絵図では塔の跡地を「墓所」と記しているものも確認されている。これは、寺院の主要建造物が失われた後、その跡地、とりわけ塔のような象徴性の高い場所が、地域の共同墓地など新たな用途に転用されるという、歴史的景観の重層的な変容の一端を示す事例である。かつて神聖な空間であった記憶が、形を変えながらも地域社会の中で継承され、利用され続ける様相をうかがい知ることができる。

### 明治時代以降

#### 廃仏毀釈と廃寺
明治維新後の神仏分離令に端を発する、いわゆる廃仏毀釈の風潮の中で、遠江国分寺もその影響を免れることはできず、明治初年（19世紀後半）に公式には一旦廃寺となった。全国的に多くの寺院が破却されたり、寺領を没収されたりしたこの激動の時期、遠江国分寺もまた、国家の保護下にあった寺院としての法的地位を失ったのである。

#### 昭和以降の再興と現在の参慶山国分寺

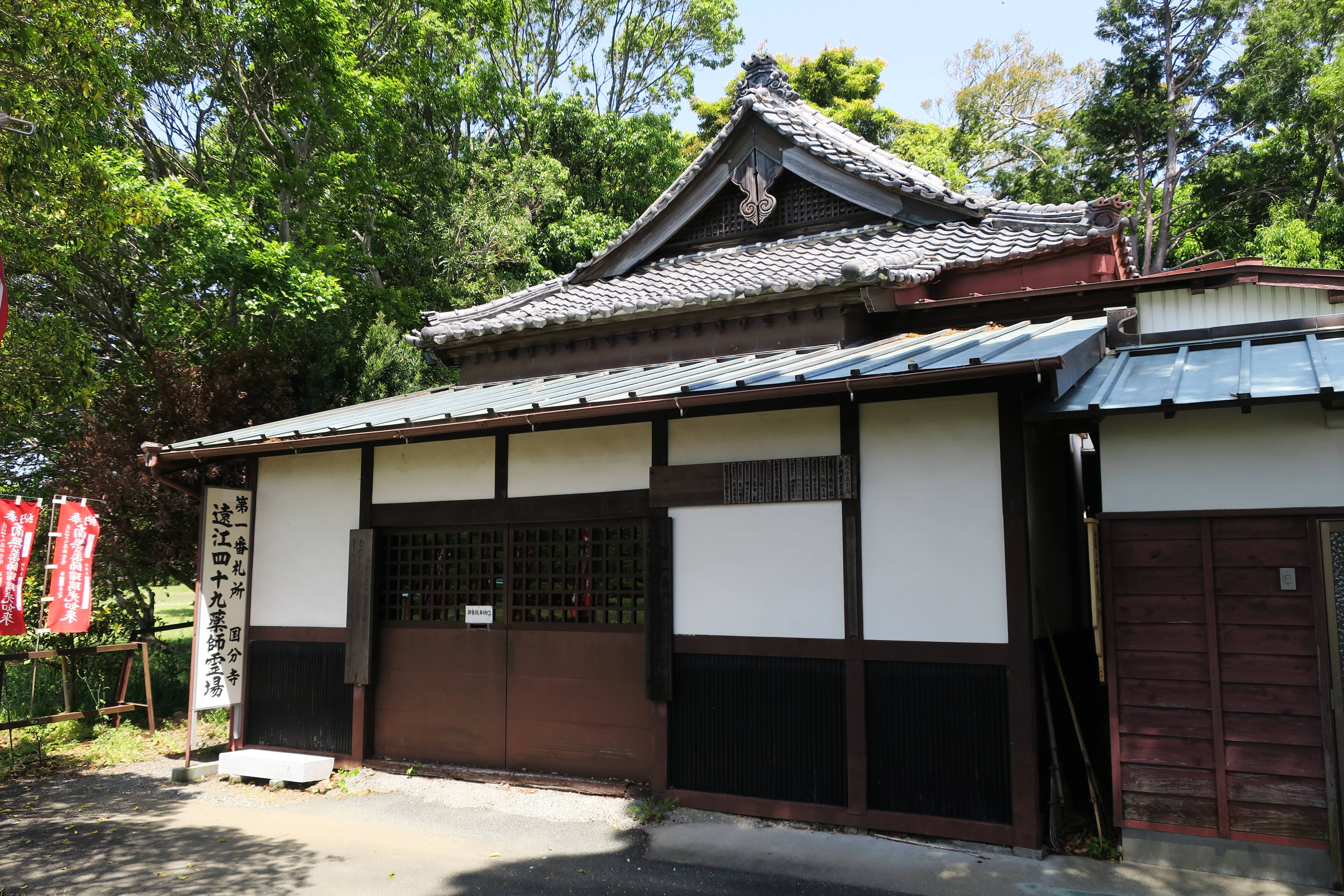
薬師堂

しかし、地域社会における信仰の灯火が完全に途絶えたわけではなかった。昭和5年（1930年）になると、地元の人々の尽力によって薬師堂が再建され、現在は参慶山 国分寺（さんけいざん こくぶんじ）として法灯が維持されている。この参慶山国分寺は、遠江四十九薬師霊場の第一番札所にもなっており、地域の仏教信仰における中心の一つとして機能している。
現在の参慶山国分寺は新義真言宗に属し、本尊として薬師如来を祀っている。その所在地は磐田市中央町3046であり、特別史跡として整備されている旧遠江国分寺の広大な寺域の南東の一角に薬師堂が位置している。
数世紀にわたる創建、興隆、火災、衰退、そして公式な廃寺という複雑な歴史的経緯を経ながらも、「国分寺」という由緒ある名称とそれに対する信仰が地域社会の中で連綿と受け継がれ、現代に至るまで存続している事実は、この遺跡が持つ歴史的・文化的な重層性を如実に示している。国家鎮護を目的とした壮大な官寺から、地域住民の信仰に支えられる寺院へとその性格を大きく変容させつつも、その名は歴史の中に生き続けているのである。

## 伽藍

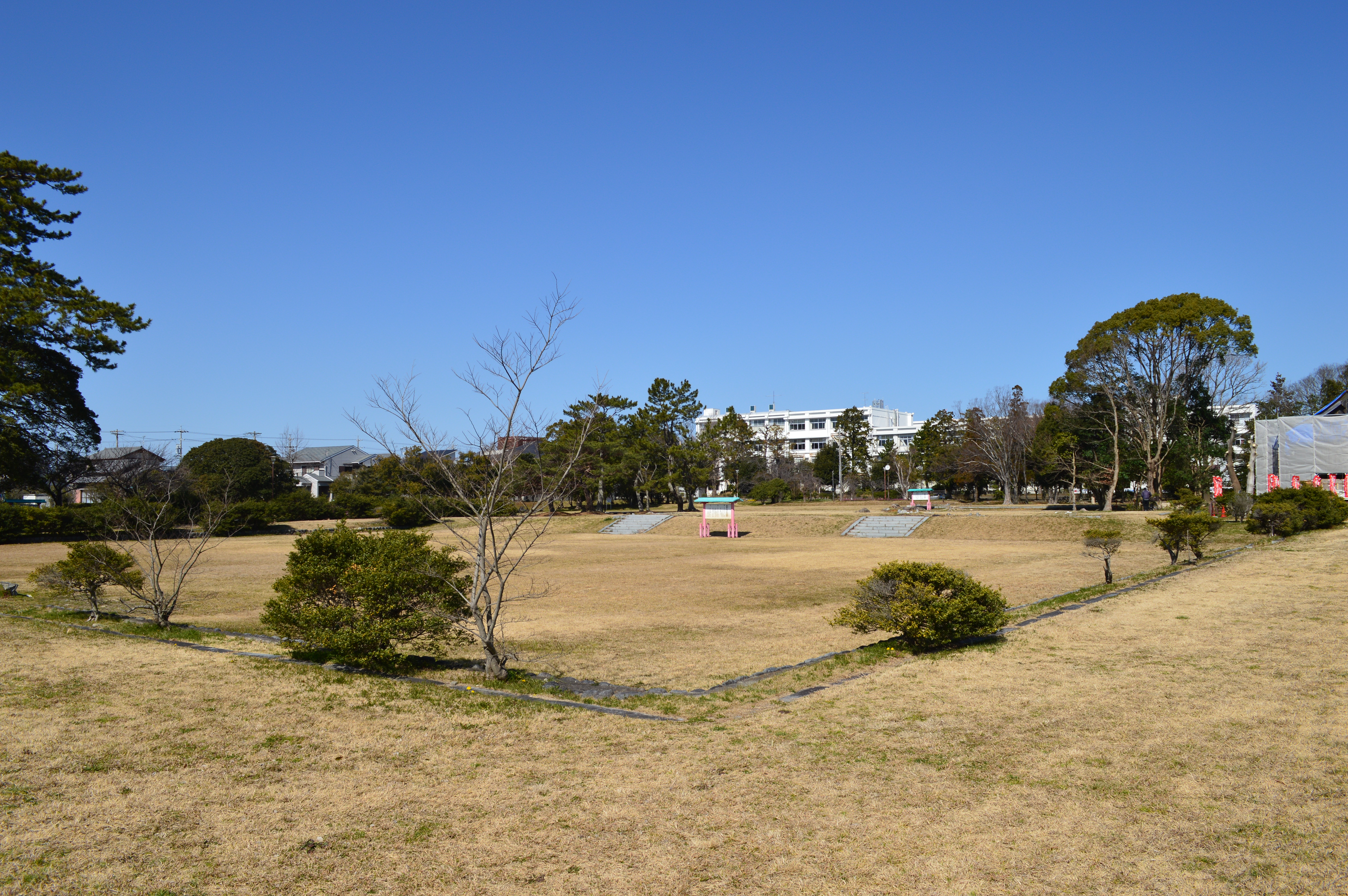
伽藍跡

発掘調査によって明らかにされた遠江国分寺の伽藍は、奈良時代の国分寺に典型的な特徴を示すとともに、地域的な特色も有している。

### 寺域

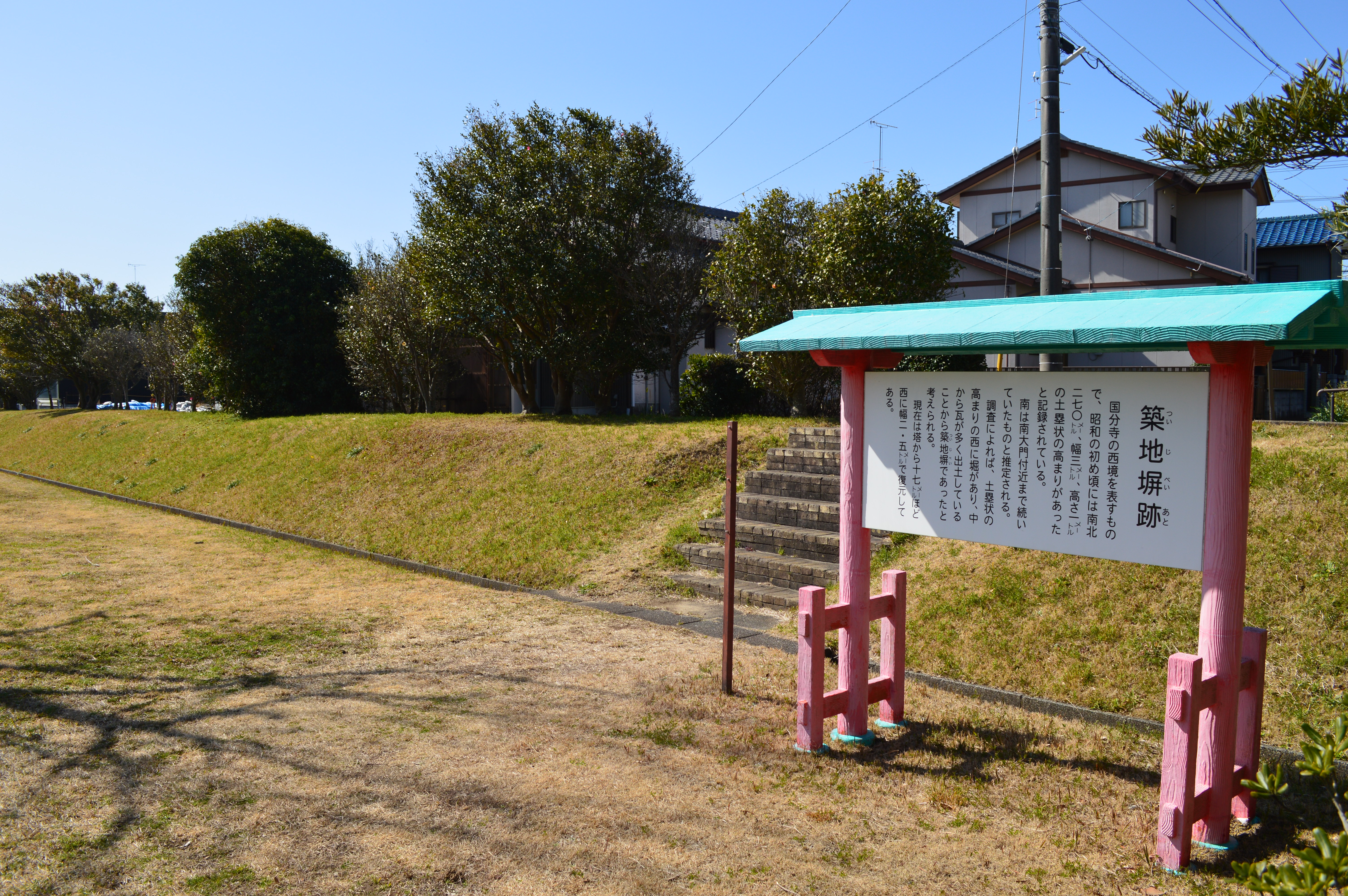
築地塀跡

遠江国分寺の寺域は、周囲を築地塀によって明確に区画されていた。近年の発掘調査の成果によれば、その規模は南北約259m（資料によっては253m、または250m）、東西約172m（資料によっては180m）に及ぶ広大なものであった。寺域の西側には、築地塀の基礎にあたる土塁の痕跡が現在も良好に残存しており、往時の寺域の境界を今に伝えている。さらに、寺域の西側、築地塀に沿って幅約3mの大規模な溝も確認されており、これは寺域の区画をより明確にし、排水などの機能も担っていたと考えられる。このように広大で明確に区画された寺域は、国分寺が単なる宗教施設ではなく、国家の権威と仏教の力を示すための計画的な大事業であったことを物語っている。

### 主要伽藍配置
遠江国分寺の主要な伽藍配置は、昭和26年（1951年）に行われた最初の本格的な発掘調査によって、全国の国分寺跡の中でも特に早い段階でその全容が明らかにされた。この発見は、他の国分寺跡の研究や整備に大きな影響を与えた。伽藍の配置は、南大門、中門、金堂、講堂といった主要な建物が南北の中軸線上に一直線に並ぶ形式をとる。そして、中門と金堂は回廊によって結ばれ、金堂を中心とする聖域を形成していた。塔（七重塔）は、回廊の外側、金堂の南西に配置されていた。このような伽藍配置は、総国分寺である奈良の東大寺の初期の伽藍配置（東大寺式伽藍配置）に類似しており、「国分寺式」とも称される代表的な配置の一つである。この標準化された伽藍配置は、国分寺建立が中央政府の強い指導のもとで計画的に進められたことを示している。なお、初期の調査で金堂西側にも塔が配置されている双塔式の可能性が指摘された三河国分寺（寺領廃寺）の事例とは異なり、遠江国分寺ではそのような証拠は確認されていない。

### 金堂

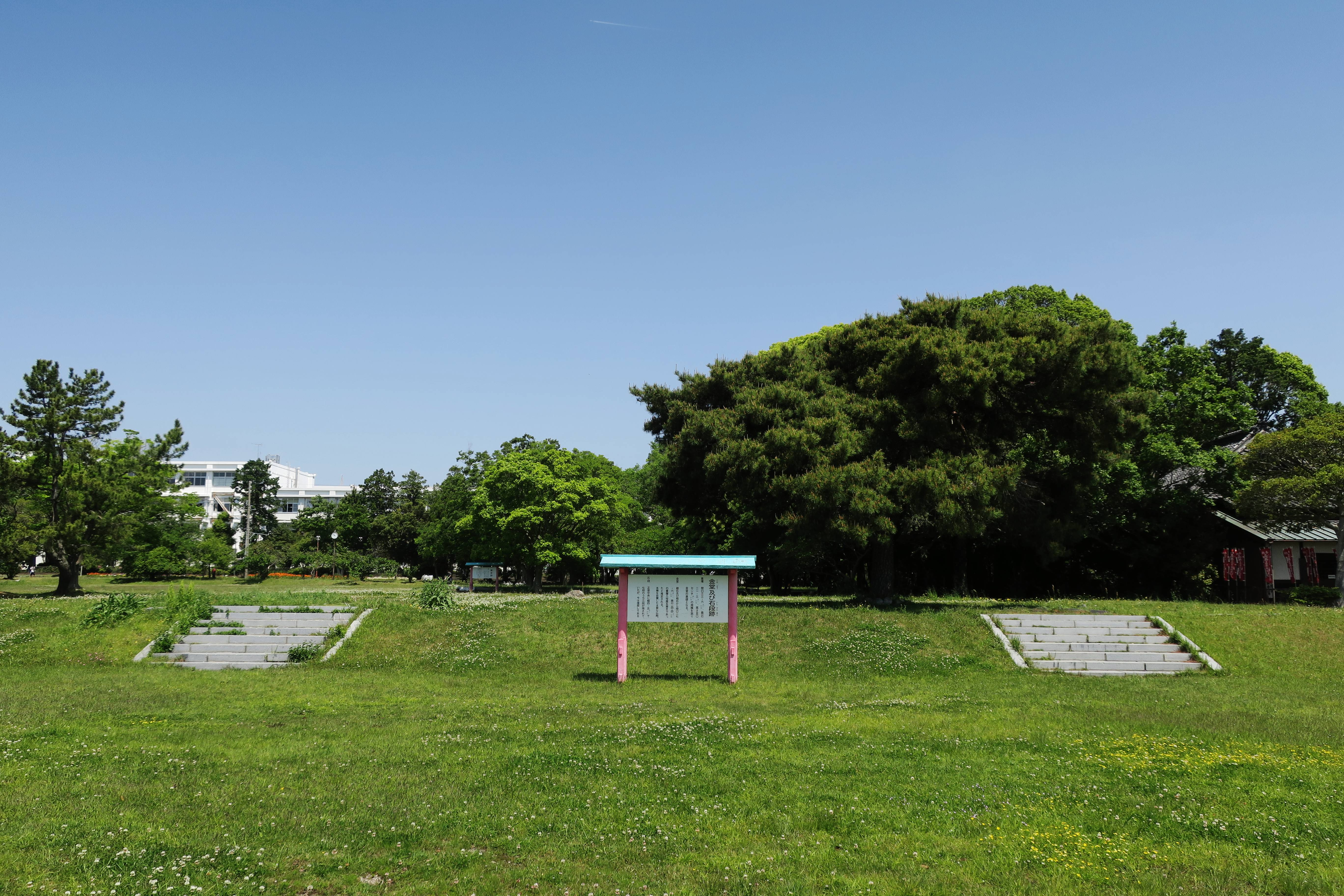
金堂跡

金堂は、寺院の本尊仏を安置する最も中心的な建物であった。その基壇は、東西約34m（資料により33.3m、33.6m）、南北約21.5m（資料により21m、21.3m）、高さ約0.9mと測定されている。基壇の正面中央には、幅4.5mの石造りの階段が三段設けられていたことが発掘調査で確認されている。金堂の建物自体は、間口七間、奥行四間（桁行約27.6m、梁間約15.6m）の規模であったと推定されている。
特筆すべきは、金堂の中心点が伽藍全体の中心点と一致するように設計されていたことであり、これは伽藍全体の計画における金堂の重要性と、高度な測量技術に基づいた設計思想をうかがわせる。金堂内部には、像高一丈六尺（約4.8m）のいわゆる丈六仏が本尊として安置され、建物の外周には裳階（もこし）と呼ばれる庇状の構造が付加されていたと想定されている。裳階の存在は、建物を実際よりも大きく見せ、荘厳さを加える効果があり、当時の主要寺院の金堂によく見られる意匠である。金堂の基壇には合計36基の礎石が据えられていたことが判明しており、現在、史跡公園の整備においては、現存する4基の礎石を活用しつつ、失われた32基の礎石を復元して配置し、往時の姿を偲ばせている。

### 塔（七重塔）

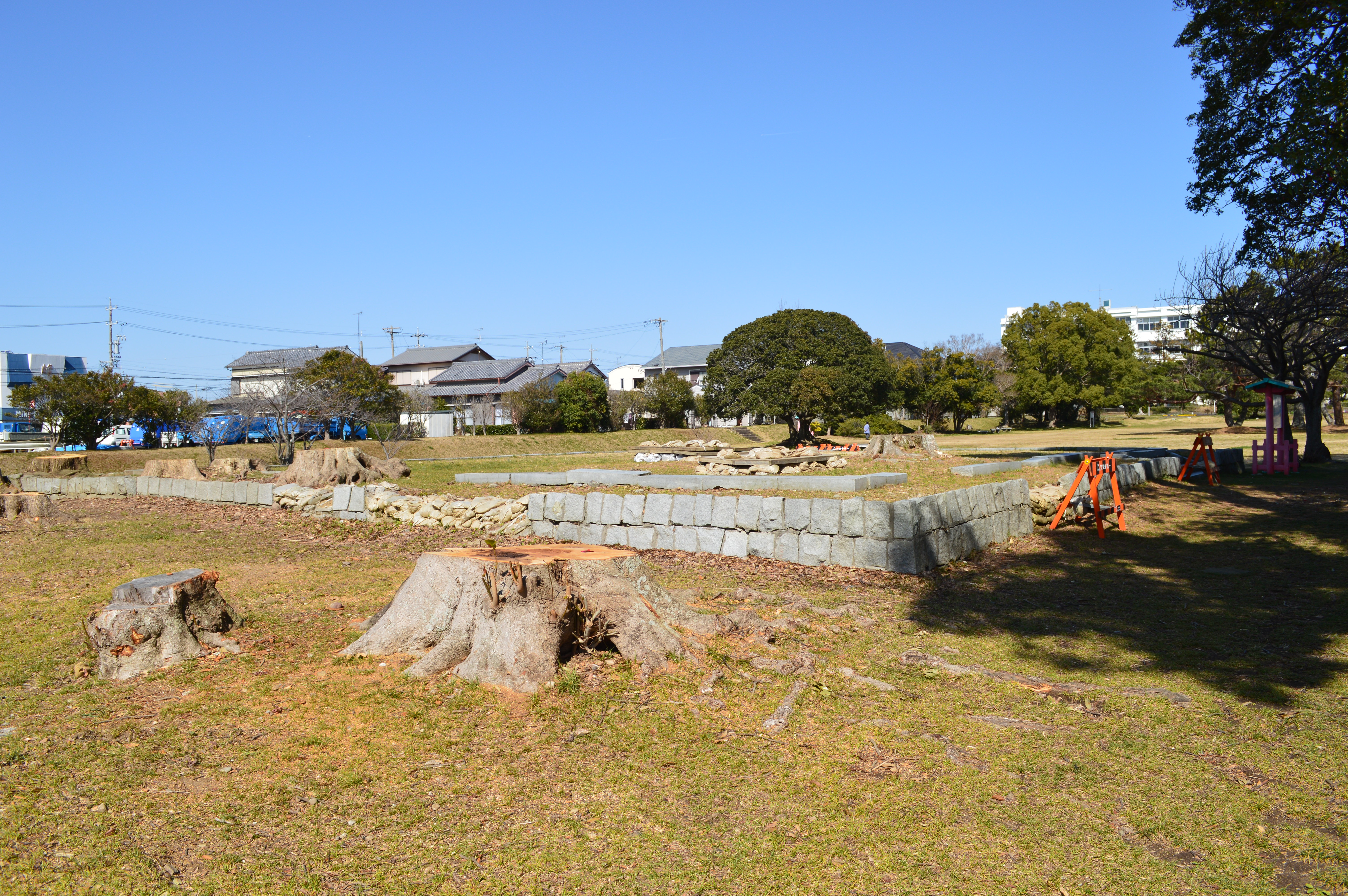
塔跡

七重塔は、経典を納め、仏舎利を祀るなど、国分寺の象徴的な建造物であった。遠江国分寺の塔は七重であったと推定されている。その基壇は一辺が15.8m（資料により15.6m）の方形を呈する。発掘調査で確認された礎石には焼失による変色の痕跡が見られ、塔が火災によって焼失したことを裏付けている。塔の建物（初層）の規模は、一辺約9.5mから9.6m四方であったと推定される。塔の高さについては諸説あるが、約60m以上、具体的には65m、66m、あるいは67m程度と推定されており、奈良時代の地方寺院としては非常に大規模な高層建築であった。この壮大な塔は、遠江国の平野において遠方からも望むことができ、仏教の力と国家の権威を視覚的に示すランドマークとしての役割も果たしていたと考えられる。塔跡には、中心の柱である心柱を支えた心礎（直径約2m）と、南東隅の柱の礎石が現在も残存しており、これらは奈良時代から伝わる貴重な文化財として大切に保存されている。
塔の内部構造については、心柱の周囲に四天柱と呼ばれる4本の太い柱が配され、全体で17本の柱によって構成されていたことが、平成17年（2005年）のPRTimesの記事や磐田市の資料で示唆されている。また、平成16年（2004年）10月からの調査では、心礎、四天柱の礎石4点、側柱の礎石5点が確認されている。塔内には、国分寺建立の詔の精神的支柱ともなった『金光明最勝王経』が納められていたと考えられている。塔の倒壊状況については、塔跡の南側に出土瓦や炭化材が集中して発見されていることから、南側へ崩壊した可能性が高いことが指摘されている。

### 講堂

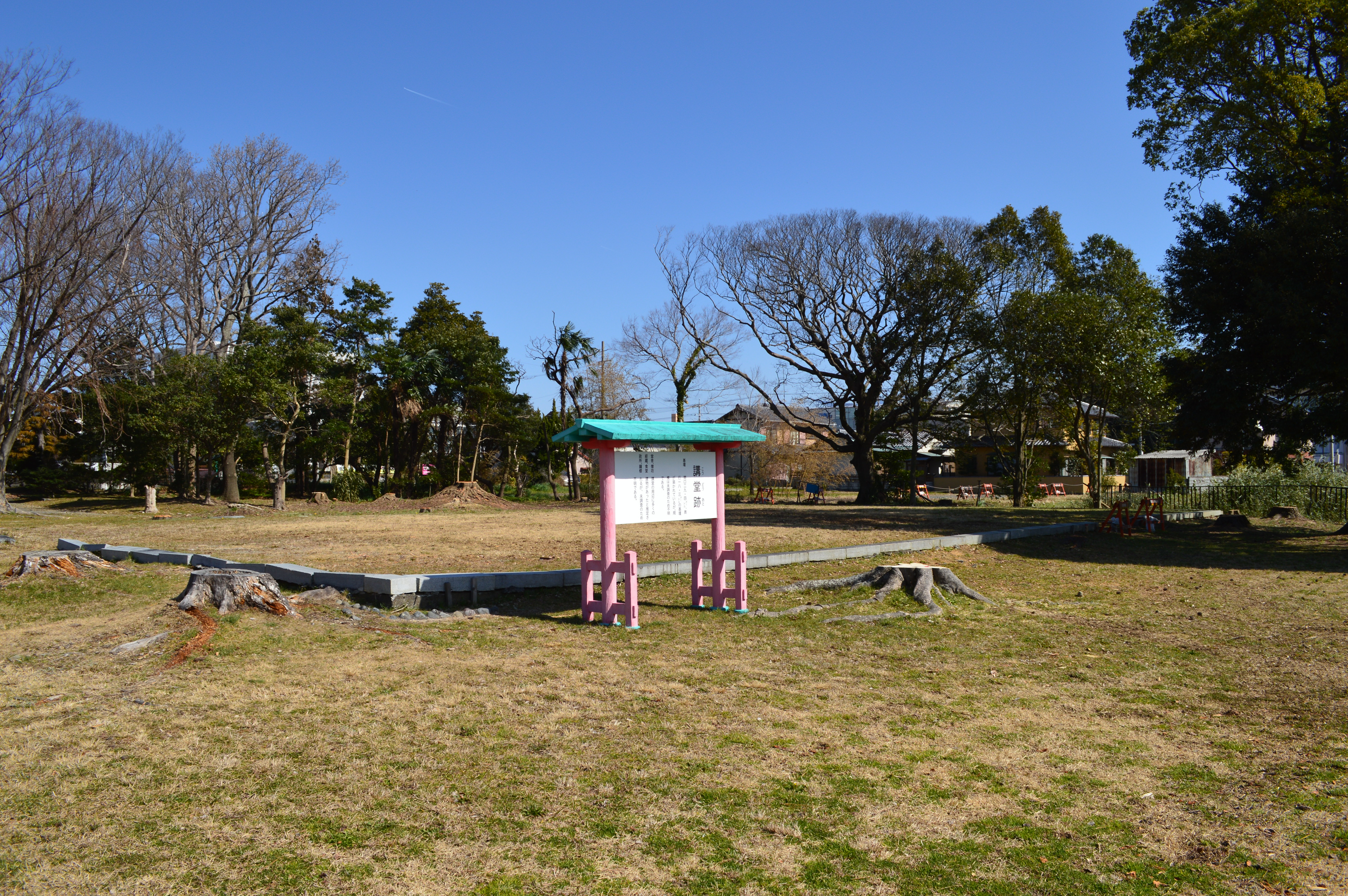
講堂跡

講堂は、僧侶たちが経典の講義を受けたり、仏教の教義を学んだりするための重要な施設であった。遠江国分寺の講堂は、金堂の北側に位置していた。その基壇の規模は、東西約29.7m（資料により29.4m）、南北約18.5m（資料により18.3m）とされている。ただし、上部構造である建物自体の正確な大きさや間取りについては、詳細な調査が未了のため不明である。史跡公園の再整備事業の一環として、令和4年度（2022年度）には、講堂の木装基壇が復元整備された。

### 回廊

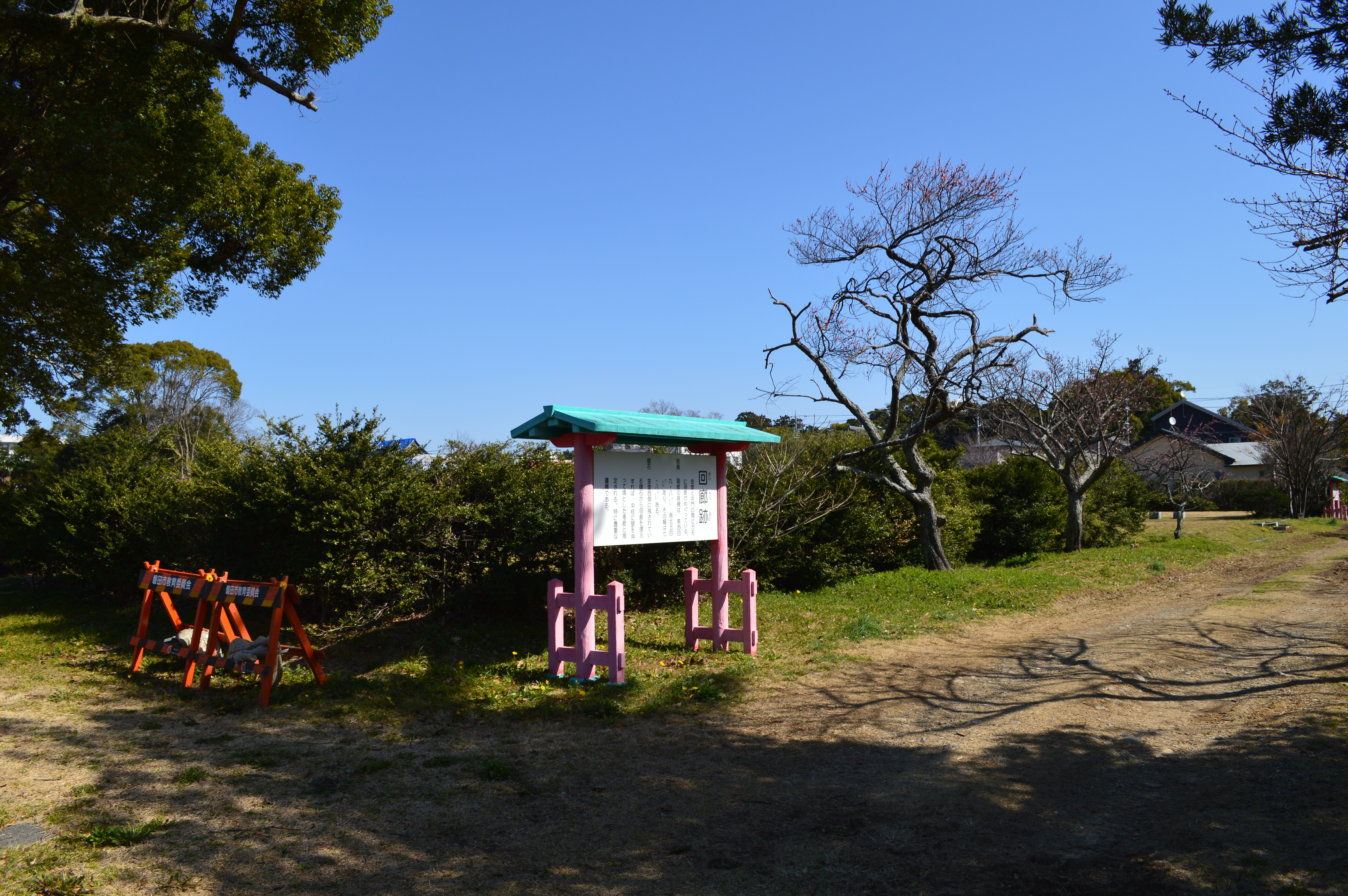
回廊跡

回廊は、中門から左右に伸びて金堂を取り囲み、伽藍の中核部分を区画する役割を果たしていた。遠江国分寺の回廊は、幅（奥行）が約7.9m、柱の間隔が約3mで、回廊の中央に壁を設けて内と外の通路を分ける複廊形式であったと推定されている。基壇の幅については9.1mとの記述もある。複廊は、単廊に比べて構造が複雑で規模も大きくなるため、格式の高い寺院に採用されることが多い。この形式の採用は、遠江国分寺が中央の主要寺院に倣った壮大な規模と格式を目指して造営されたことを示唆している。発掘調査では、回廊の東西南北の四面すべてにおいて、建物の基礎となる掘り込み地業が確認されている。

### 中門

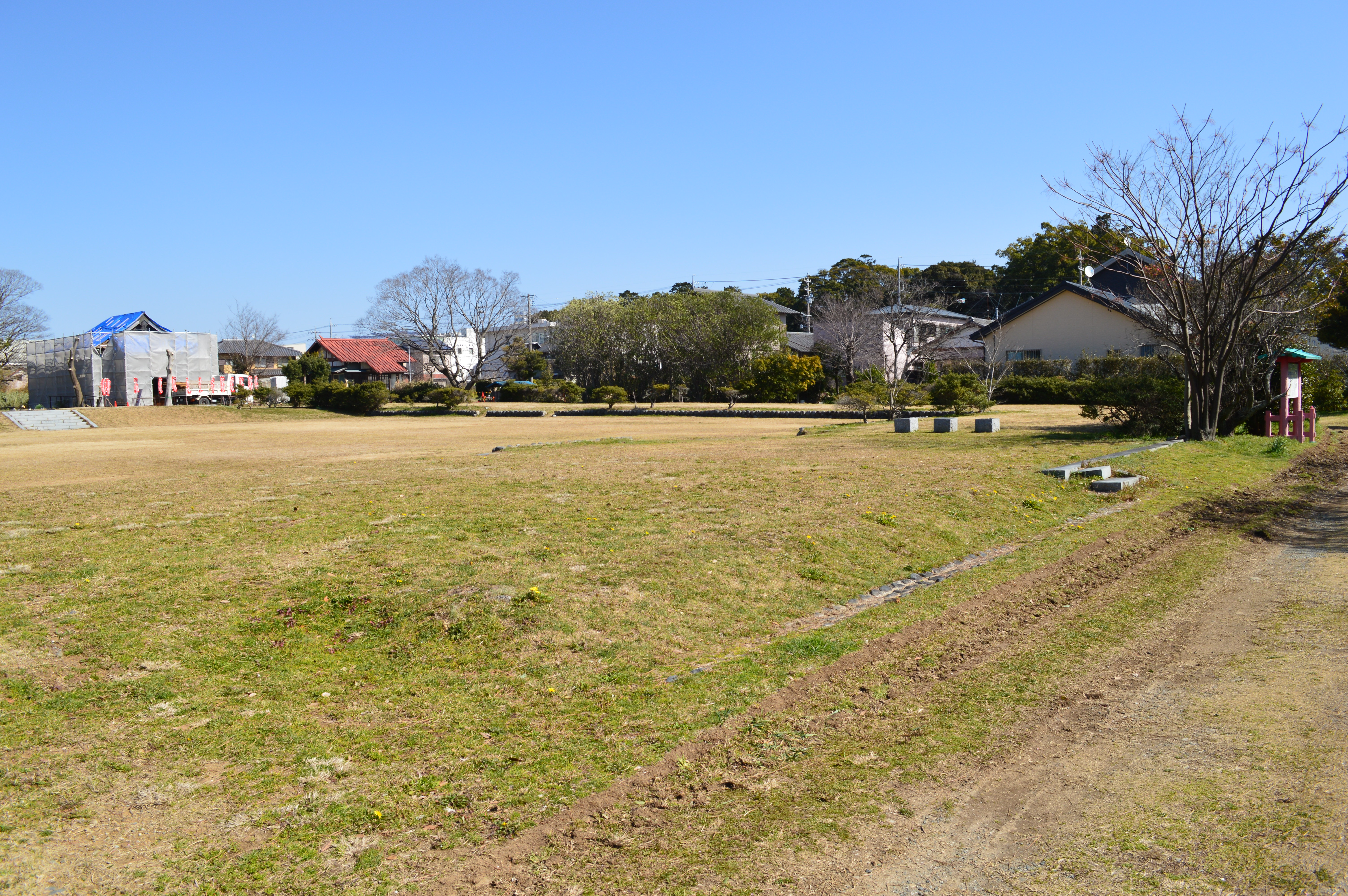
中門跡

中門は、南大門を通過した後、金堂や塔が位置する内院へと至るための主要な門であった。その基壇の規模は、奥行約10.9m、間口（幅）約17m程度と推定されている。別の発掘調査では、東西約15m、南北約12mの掘込地業が確認されている。

### 南大門

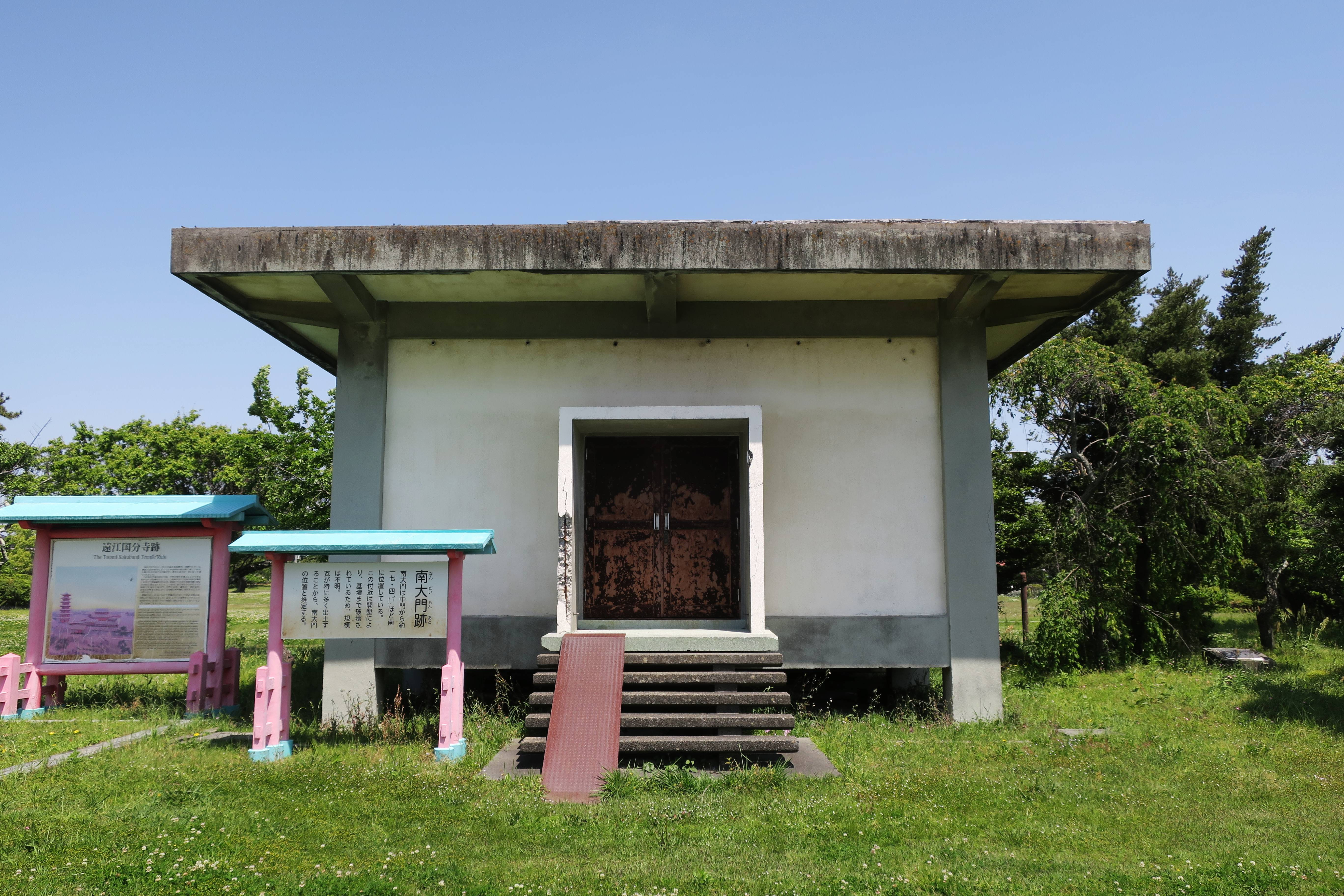
南大門跡

南大門は、伽藍全体の最南端に位置し、寺域への正式な入口となる正門であった。その位置は、昭和26年（1951年）の初期の調査によってほぼ明らかにされている。

### 僧房
僧房は、国分寺に常駐する僧侶たちの生活や修行のための寄宿舎であり、講堂の北側に位置していたと考えられている。平成26年度（2014年度）の発掘調査によって、その基壇の正確な規模が東西約66m、南北約13.5mと判明した。この広大な規模は、国分寺建立の詔に定められた僧侶の定員（僧寺には20人）を十分に収容できるものであり、遠江国分寺が国家の規定に基づいた規模で計画・建設されたことを考古学的に裏付けている。史跡公園の再整備事業に伴い、令和4年度（2022年度）には僧房の木装基壇も復元整備された。

### 木製燈籠
平成19年度（2007年度）の発掘調査において、金堂の正面で複数の柱穴が検出され、これらが木製の柱を持つ燈籠の痕跡であることが判明した。古代の木製燈籠は現存するものがなく、その全体像が不明であるため、この発見は非常に貴重である。
磐田市では、この発見に基づき、高さ3mの木製燈籠の復元案を作成した。この復元案は、現存する石製や銅製の燈籠、古代の建築や工芸品、文献資料などを多角的に参考にしている。現在、史跡公園の再整備事業の一環として、この木製燈籠（1基）を原寸大で現地に再現する計画が進行中であり、令和10年度（2028年度）の完成を目指している。古代の木製燈籠の復元案作成および原寸大での再現は全国で初めての試みであり、完成すれば奈良時代の寺院景観を具体的に体感できる貴重な事例となる。復元される燈籠の蓮弁（れんべん）のデザインには、遠江国分寺跡から出土した瓦の文様が採用される予定であり、地域的な特色も盛り込まれる。この復元プロジェクトの成果は、磐田市埋蔵文化財センターにおいて、10分の1スケールの模型や原寸大の画像パネルなどで展示されており、その詳細なデザインや大きさを知ることができる。この試みは、実験考古学や文化遺産の視覚化という点でも注目され、今後の史跡整備のあり方にも影響を与える可能性がある。

### 木装基壇
遠江国分寺跡の最も顕著な建築的特徴の一つが、主要な建物の基壇の多くが木製の板などを用いて外装された木装基壇（もくそうきだん）であったことである。塔、金堂、講堂、回廊、僧房など、伽藍の中核をなす建物のほとんどがこの木装基壇上に建てられていたことが、近年の発掘調査で判明している。
奈良時代の寺院建築では、基壇の外装に切石や瓦（瓦積基壇）を用いるのが一般的であり、木材を主たる外装材とする木装基壇は全国的に見ても極めて類例が少なく、遠江国分寺跡にしか確認されていない、あるいは数例しか確認されていない大変珍しい構造である。このことは、遠江国における独自の建築技術や意匠、あるいは利用可能な資源の状況を反映している可能性が考えられる。木装基壇の具体的な構造は、発掘調査で発見された炭化材などから明らかになっている。幅約30cm、厚さ約9cmの横板を上下に積み重ね、それらを直径約20cmの束柱（つかばしら）で固定していたと復元されている。
弘仁10年（819年）の火災によってこれらの木材が炭化したことが、かえって土中での保存状態を良くし、後世の発掘調査による構造解明を可能にしたという側面がある。この全国的にも稀有な木装基壇は、遠江国分寺跡の学術的価値を一層高めるものであり、現在進行中の史跡公園の再整備計画においても、金堂や講堂、塔などの基壇でこの木装基壇の復元が行われ、往時の独特な景観が再現されつつある。
| 建物         | 基壇規模                                 | 建物規模                                | 備考                             |
| ------------ | ---------------------------------------- | --------------------------------------- | -------------------------------- |
| 金堂         | 東西約33.3-34m 南北約21-21.5m 高さ約0.9m | 間口七間（約27.6m） 奥行四間（約15.6m） | 正面中央に石階段。裳階構造推定。 |
| 塔（七重塔） | 一辺約15.6-15.8m                         | 初層一辺約9.5-9.6m 推定高さ約60-67m     | 心礎・南東隅礎石現存。           |
| 講堂         | 東西約29.4-29.7m 南北約18.3-18.5m        | 不明                                    | 木装基壇復元済（令和4年度）。    |
| 回廊         | 幅（奥行）約7.9m （基壇幅9.1m説あり）    | 柱間約3m                                | 複廊推定。                       |
| 中門         | 奥行約10.9m 間口約17m                    | （掘込地業：東西約15m、南北約12m）      | [ 15 ] [ 17 ]                    |
| 南大門       | 不明                                     | 不明                                    | 伽藍最南端の正門。               |
| 僧房         | 東西約66m 南北約13.5m                    | 不明                                    | 木装基壇復元済（令和4年度）。    |
| 木製燈籠     | （柱穴検出）                             | 推定高さ3m                              | 金堂正面に位置。復元計画進行中。 |

## 発掘調査と出土品

### 調査の経緯
遠江国分寺跡における考古学的調査は、その歴史的価値を明らかにする上で極めて重要な役割を果たしてきた。最初の本格的な発掘調査は、昭和26年（1951年）に実施された。この調査によって、金堂、塔、講堂、回廊、中門、南大門といった主要な建物の配置、すなわち伽藍配置が全国の国分寺跡の中で初めて具体的に明らかにされた。この成果は、当時の考古学界および歴史学界に大きな影響を与え、他の国分寺跡の研究や保存整備の基準となった。
その後も調査は断続的に行われ、平成6年度（1994年）には、静岡県立磐田南高等学校の校舎建て替え計画に伴い、静岡県埋蔵文化財調査研究所（当時）による発掘調査が実施された。この調査では、伽藍地の西端が確認されるなど、寺域の範囲を特定する上で重要な成果が得られた。この調査の詳細は、『遠江国分寺跡の調査』（静岡県埋蔵文化財調査研究所調査報告65）として刊行されている。
平成17年度（2005年）からは、史跡の価値を未来に継承し、市民が歴史を体感できる場とするための再整備事業が開始された。この再整備事業に伴い、より詳細な情報を得るための発掘調査が継続的に実施されている。特に平成18年度（2006年度）から平成26年度（2014年度）にかけて行われた調査では、前述の木装基壇の詳細な構造や、寺域の正確な範囲などが次々と明らかになった。特筆すべき発見としては、平成20年度（2008年度）の調査で塔跡から出土した塔本塑像の頭部や、平成19年度（2007年度）に金堂正面で確認された木製燈籠の痕跡などがある。また、平成26年度（2014年度）の調査では、僧房基壇の正確な規模が確定した。
これらの長年にわたる継続的な発掘調査と研究は、遠江国分寺の創建から変遷に至る歴史、伽藍の構造、そして当時の人々の生活や信仰を多角的に解明する上で不可欠なものであった。初期の調査が伽藍の全体像を捉えたのに対し、近年の調査はより細部に焦点を当て、木装基壇や塔本塑像といった特異な発見を通じて、遠江国分寺の独自性を際立たせている。このような研究の積み重ねが、今日の史跡公園としての整備や、学術的な評価の高まりに繋がっている。
これらの調査成果は、磐田市教育委員会（磐田市埋蔵文化財センター）によって、『特別史跡遠江国分寺跡 本編』（平成28年（2016年））、『特別史跡遠江国分寺跡 本編補遺・遺物資料編』（平成29年（2017年））、『特別史跡遠江国分寺跡 追加調査編』（令和6年（2024年））など、多数の発掘調査報告書として刊行されており、学術研究の基礎資料となっている。

### 主要な遺構
発掘調査によって確認された主要な遺構については、上記の「伽藍」の項で詳述している通り、金堂、講堂、七重塔、南大門、中門、回廊、僧房、これらを囲む築地塀、そして金堂正面の木製燈籠の跡などがある。これらの遺構は、奈良時代の国分寺の標準的な構成要素を示すと同時に、木装基壇という地域的特色を顕著に表している。

### 主要な出土品

#### 瓦類
遠江国分寺跡からは、創建期から平安時代にかけて多種多様な瓦が大量に出土している。これらは寺院の屋根を葺いていたものであり、建物の年代や様式、瓦の生産体制や流通を考察する上で極めて重要な資料となる。創建当初の瓦の多くは、掛川市（旧大須賀町）に所在した清ヶ谷古窯（きよさくこよう）で生産されたものが使用されたと推定されている。これらの瓦は舟運により磐田まで輸送されたと推定され、当時の物資輸送の一端を示唆している。
一方、後年の屋根修復に際しては、より近隣の磐田市寺谷（てらだに）に所在した窯で瓦が生産されたことも判明している。このように、創建時における大規模な瓦供給体制と、その後の補修段階における地域的な生産体制への移行は、国分寺の造営および維持管理に関する経済的・物流的側面を考察する上で重要な視点を提供する。
出土した瓦の種類には、軒丸瓦、軒平瓦、丸瓦、平瓦などがある。特に軒先の装飾を担う軒瓦には特徴的な作例が多い。遠江国分寺跡から出土した軒平瓦の中には、正面からの形状が三日月形を呈し、その文様も独特なものがあり、全国的にも類例の少ない作例とされる。他の国分寺では類例を見ない独自の意匠を持つ瓦も存在し、これらは遠江国分寺の地域的特性や、特定の瓦工房の技術的特徴を示すものと考えられる。
これらの瓦の文様、製作技法、年代的変遷（編年）に関しては、平野吾郎らによる研究が進展しており、磐田市教育委員会発行の『特別史跡遠江国分寺跡 本編』（2016年）にその論考が収録されている。

#### 塔本塑像
平成20年度（2008年度）の発掘調査において塔跡から発見された塑像の頭部は、遠江国分寺跡の出土遺物の中でも特に学術的価値が高いものの一つとして評価されている。
これは塔の基壇内部、心柱周辺に安置されていた「塔本塑像（とうほんそぞう）」群の一部と推定され、菩薩像の頭部と見なされている。この塑像は、木の心木に藁などを巻き付け、その上に粘土を盛り付けて成形する「塑造（そぞう）」技法によって製作されている。通常、塑造の仏像は火災によって崩壊しやすいが、この像は塔が火災に見舞われた際、偶然にも適度に焼成された結果、素焼きの土器に類似した状態で土中に残存した。
この事実は、寺院にとっては悲劇であった火災が、結果として後世に貴重な文化財を伝える一因となったことを示している。出土した頭部の大きさは長さ7.9cmであり、全身を復元した場合、高さ50cm程度の坐像であったと推定されている。科学的分析の結果、像の表面には彩色が施されていたことが判明しており、特に左眼周辺から検出された黒色顔料には鉛が含まれていた。この分析結果から、鉛白（えんぱく）を用いて白色に、あるいは鉛丹（えんたん）を用いて赤色系統に彩色されていた可能性が指摘されている。
奈良時代の仏像が静岡県内で出土した初の事例であるとともに、国分寺の塔跡から塔本塑像が出土したのは、上野国分寺跡（群馬県）に次いで全国で2例目であり、極めて貴重な発見とされる。この発見は、中央の仏教文化が地方へどのように伝播し、地方の工房においていかなる仏像が製作されていたかを具体的に示すものであり、日本の仏教美術史および考古学研究に新たな視点を提供するものと評価される。この塔本塑像に関しては、彫刻史家である松田誠一郎氏の監修のもと、復元画が作成されている。

#### 土器類
寺院内で日常的に使用された土師器や須恵器、あるいは祭祀に関連すると考えられる土器類も多数出土している。奈良時代の須恵器に加え、平安時代の緑釉陶器や灰釉陶器も発見されており、これらは僧侶の日用品や仏具として使用されたものと推察される。
特に緑釉陶器や灰釉陶器は平安時代において比較的高級な陶器であり、これらの出土は、弘仁10年（819年）の火災後も寺院がある程度の経済力を保持し、広域的な物資流通網との関連を有していたことを示唆している。また、土器の表面に墨で文字や記号が記された墨書土器も出土している。その中には「貫名宅」と記されたものも含まれており、これが特定の人物、工房、あるいは地名などを指すのか、その解釈が注目されている。墨書土器は、当時の文字資料として、また土器の用途、所有関係、流通などを考察する上で貴重な情報源となる。

#### その他の遺物
上記のほかにも、多様な遺物が出土している。
- 鉄製品：扉の軸受や装飾などに使用された鉄製品が出土している。中でも特筆すべきは、扉の釘頭を隠すための半球形の装飾金具である「唄金具（ばいかなぐ）」である。古代の唄金具は銅製品が一般的であり、鉄製のものは出土例が極めて少ないことから、この発見は当時の金属加工技術や素材選択の多様性を示す貴重な事例とされている[14]。
- 塼（せん）：建物の基壇周囲や床面などの装飾に使用された煉瓦状の土製品。
- 建築部材：建物の構造材接合に使用された釘などの金属製品。
- 硯（すずり）：写経などの筆写作業に使用されたと考えられる石製の硯。これは国分寺における経典書写活動の一端を示唆するものである。
- 木簡（もっかん）：物資の荷札や記録用に使用された木製の札[14]。これらには、当時の物流や寺院運営に関する情報が含まれている可能性がある。

これらの多岐にわたる出土遺物は、遠江国分寺の創建から廃絶に至る歴史、伽藍の荘厳さ、僧侶の生活、そして当時の工芸技術水準などを具体的に復元する上で、重要な手がかりを提供している。
| 調査年（年度）             | 調査主体                                     | 主要な発見・成果                                                                       | 関連報告書・資料（例）                                                                |
| -------------------------- | -------------------------------------------- | -------------------------------------------------------------------------------------- | ------------------------------------------------------------------------------------- |
| 昭和26年（1951）           | 静岡県、磐田市、地元研究者ら                 | 全国初の国分寺伽藍配置の全面解明（南大門、中門、金堂、講堂、塔、回廊の位置確認）       | [ 4 ] [ 5 ]                                                                           |
| 平成6年度（1994）          | 静岡県埋蔵文化財調査研究所（当時）           | 県立磐田南高校校舎建替に伴う調査。伽藍地西端の確認。灰釉陶器、軒丸瓦、軒平瓦など出土。 | 『遠江国分寺跡の調査』（静岡県埋蔵文化財調査研究所調査報告 第65集）                   |
| 平成17年度（2005）～継続中 | 磐田市教育委員会（磐田市埋蔵文化財センター） | 史跡再整備事業に伴う継続調査。木装基壇の詳細構造解明、寺域の正確な範囲特定など。       | 『特別史跡遠江国分寺跡 本編』、『同 本編補遺・遺物資料編』、『同 追加調査編』ほか多数 |
| 平成19年度（2007）         | 磐田市教育委員会                             | 金堂正面における木製燈籠の柱穴検出。                                                   | 『特別史跡 遠江国分寺跡整備基本計画 わたしたちの国分寺公園（概要版）』、              |
| 平成20年度（2008）         | 磐田市教育委員会                             | 塔跡より塔本塑像の頭部が出土。                                                         | 磐田市記者発表資料、『特別史跡遠江国分寺跡 本編補遺・遺物資料編』                     |
| 平成26年度（2014）         | 磐田市教育委員会                             | 僧房基壇の規模（東西66m、南北13.5m）確定。                                             | 『特別史跡遠江国分寺跡発掘調査概報（平成26年度）』、                                  |

## 文化財指定

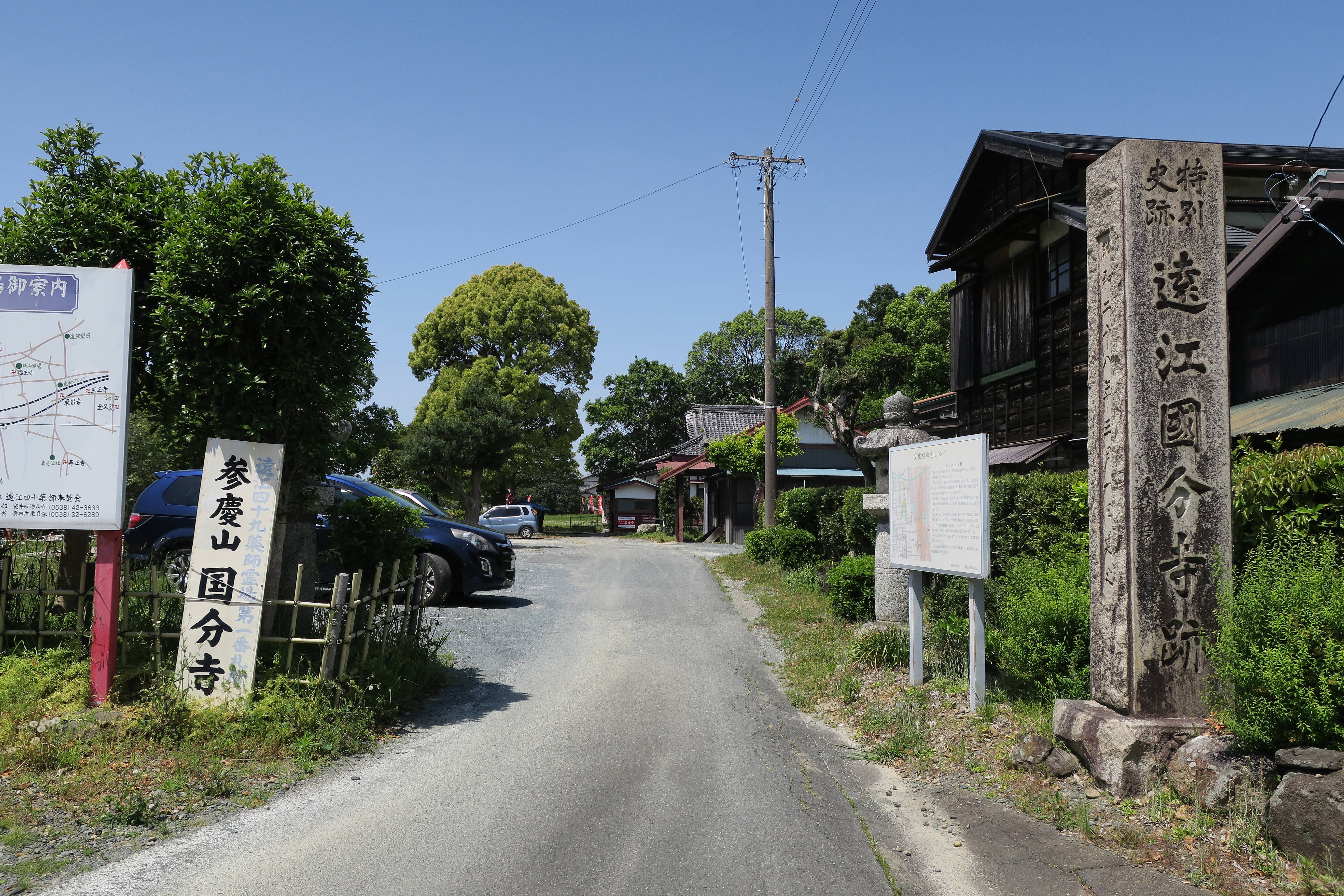
特別史跡を示す門柱

遠江国分寺跡は、その学術的重要性から国の文化財として手厚い保護を受けている。

### 国の特別史跡
遠江国分寺跡は、昭和26年（1951年）に実施された最初の本格的な発掘調査により、その伽藍配置の全容が全国の国分寺跡に先駆けて解明された。この顕著な学術的価値が評価され、調査翌年の昭和27年（1952年）3月29日、「遠江国分寺跡」として国の特別史跡に指定された。
特別史跡への指定は文化財保護法に基づく措置であり、史跡の中でも学術上の価値が特に高く、我が国文化の象徴とされるものに対して行われる。この迅速な指定は、昭和26年（1951年）の調査成果の画期性を示すものである。指定理由として、文化庁の国指定文化財等データベースには「金堂跡・塔跡をはじめとして中門跡・講堂跡の位置も認められ廻廊跡も亦ほぼたどられ且つ土塁の一部も残存し旧規模よく存し国分寺跡としてきわめて顕著であり学術上の価値が深い」と記されている。また、全国で初めて国分寺の建物配置が解明された学術的重要性も高く評価された。
なお、これに先立ち、大正12年（1923年）3月7日には、当時の内務省により史蹟（旧史蹟名勝天然紀念物保存法に基づく史跡）として指定されていた。昭和27年（1952年）の特別史跡指定は、この旧法による史蹟指定からの種別変更および一部追加指定という経緯を辿っている。この二段階の指定プロセスは、日本の文化財保護制度の変遷と、発掘調査の進展に伴う遺跡の学術的評価の深化を反映している。初期の指定が史料や地名、地表に残る遺構（土塁や礎石の一部）に基づいていたのに対し、特別史跡への格上げは、考古学的調査による伽藍配置の解明という具体的な成果によるものであった。
遠江国分寺跡は、全国に多数存在する国分寺跡の中で、常陸国分寺跡（茨城県石岡市）、讃岐国分寺跡（香川県高松市）とともに、国の特別史跡に指定されている三つの国分寺跡の一つである。このことは、遠江国分寺跡が日本の古代史・仏教史研究において、極めて重要な位置を占めていることを示している。

## 現状
特別史跡遠江国分寺跡は、現在、「遠江国分寺史跡公園」として整備され、広く一般に公開されている。公園内では、発掘調査に基づいて金堂、講堂、塔といった主要建物の基壇が復元表示されており、来訪者は奈良時代の壮大な伽藍規模を体感することが可能である。特に、全国的にも類例の少ない木装基壇の復元は、遠江国分寺の顕著な特徴を視覚的に伝えている。史跡公園は市民の憩いの場および歴史学習の場として利用されており、毎年秋には「遠江国分寺まつり」が開催され、天平行列などの催物が行われている。
磐田市は平成17年度（2005年度）から史跡の再整備事業に着手し、文化庁および静岡県教育委員会の指導のもと、専門家や地元代表者らで組織される「磐田市遠江国分寺跡整備委員会」において検討を重ね、「遠江国分寺跡整備基本計画」を策定した。既に整備が完了した国分寺跡を対象とした再整備事業は、全国でも遠江国分寺跡が初の試みである。この基本計画に基づき、令和3年度（2021年度）から現地における整備工事が本格的に開始され、講堂および僧房の木装基壇復元や、全国初となる木製燈籠の原寸大再現（令和10年度完成予定）などが進められている。これらの整備を通じて、遠江国分寺跡の歴史的価値が一層向上し、未来へ継承されることが期待される。
遺跡からの出土品は、主に磐田市埋蔵文化財センターに収蔵・展示されており、塔本塑像の頭部や各種瓦をはじめとする貴重な遺物を間近で見学することができる。

## 周辺の関連遺跡
- 遠江国分尼寺跡：国分寺の北方に位置し、国の史跡に指定されている（昭和27年（1952年）10月9日指定）[32]。発掘調査により、計画的な伽藍配置であったことが判明している[9][10]。
- 遠江国府跡：国分寺の南方にその存在が推定されているが、中心施設の位置については未確定な部分が多い。関連遺跡として御殿・二之宮遺跡などが挙げられる[10]。
- 府八幡宮：国分寺の東隣に鎮座し、国分寺の鎮守として創建されたと伝承される[9][10]。
- 見付天神（矢奈比売神社）：国分寺の東方に位置する古社[33]。
- 清ヶ谷古窯跡群（掛川市）：遠江国分寺創建期の瓦を供給した主要な窯跡群[14]。